# Nichiren Shōshū
La Nichiren Shōshū (in giapponese 日蓮正宗, Scuola corretta di Nichiren) è una scuola buddista giapponese con sede principale in Giappone e distaccamenti in molti paesi del mondo, che riunisce i fedeli del Buddismo Nichiren dei templi affiliati alla tradizione del Taiseki-ji, il tempio principale della omonima scuola fondata da Nikkō, uno dei sei discepoli di Nichiren. 
Il nome Nichiren Shōshū è relativamente recente, fu coniato nell'Era Meiji (1868) a seguito di un riordino statale di tutte le scuole di Nichiren e viene anche tradotto come "Scuola ortodossa di Nichiren". Prima di allora, la scuola era nota con diversi nomi, il più diffuso è "Scuola Fuji", in riferimento alla collocazione geografica del suo tempio Principale, il Taho Fuji Dai Nichirenge-zan Taisekiji, che si trova alle pendici del Fuji, nei pressi della cittadina di Fujinomiya, sita nella prefettura di Shizuoka, in Giappone. 
La Nichiren Shōshū, sostiene che Nichiren sia il Vero Buddha predetto dal Buddha Śakyamuni nel Sutra del Loto, e che il suo insegnamento sia stato trasmesso direttamente al suo fedele discepolo Nikkō
(1246–1333). La Nichiren Shōshū afferma che la propria pratica (detta del "vero Buddismo") apporti notevoli vantaggi e cambiamenti positivi nella vita di chi la fa. Gli obiettivi finali sarebbero il conseguimento dell'illuminazione del singolo e, attraverso la diffusione del "vero Buddismo", la formazione di un mondo purificato e pacifico dove tutti possano vivere felicemente insieme. La pratica quotidiana consiste nella recitazione di Nam-Myōhō-Renge-Kyō e di un capitolo e mezzo del Sutra del Loto (ripetuti cinque volte la mattina e tre la sera, una liturgia chiamata Gongyō), verso l'oggetto di culto chiamato Gohonzon.
Per permettere a tutti gli esseri umani di conseguire l'illuminazione, la dottrina della Nichiren Shōshū ritiene che fu Nichiren stesso a volere questa scuola buddista e iniziò la propagazione di quello che chiamò "Vero Dharma", così che tutti avessero la possibilità di credere nell'unico Vero Dharma di Myōhō-Renge-Kyō del tempo senza inizio (Kuon Ganjo). Inoltre, secondo le posizioni della Nichiren Shōshū, il "Grande Dharma" di Nam-Myōhō-Renge-Kyō sarebbe basata sulla "Realizzazione Interiore" del Vero Buddha del tempo senza inizio, consentendo a chi recitasse l'invocazione del Daimoku, di condurre cambiamenti e riforme spontanee dentro di sé.

## Origini
La maggior parte delle dottrine su cui si fonda la Nichiren Shōshū deriva da quelle della scuola buddista giapponese Tendai e dalla scuola Buddista cinese di Zhiyi (T'ien t'ai), anche se con delle interpretazioni che si differenziano notevolmente da quelle originali, inclusa gran parte della sua visione del mondo e del suo razionale per la critica delle scuole buddiste che non considerano il Sutra del Loto come l'insegnamento più elevato del Buddha. Per esempio, la dottrina della Nichiren Shōshū adotta o estende la classificazione di T'ien t'ai dei Sutra buddisti nei cinque periodi di tempo e nelle otto categorie, la sua teoria dei 3000 mondi che si interpenetrano all'interno di ciascun singolo istante di vita e la sua visione delle Tre Verità.
Nel Sutra del Loto, Śakyamuni predisse un'età futura, duemila anni dopo la sua morte, chiamata “l'Ultimo giorno del Dharma”, un'età piena di conflitti e malvagità, in cui gli insegnamenti precedenti di Śakyamuni avrebbero perso il potere della redenzione e non avrebbero più potuto guidare le persone all'illuminazione. Inoltre, il Sutra del Loto conteneva una rivelazione, proclamando l'emergenza di un "Vero Buddha originale", il cosiddetto “devoto del Sutra del Loto”, che avrebbe incontrato numerose persecuzioni, e ciò nonostante avrebbe guidato tutti gli esseri viventi all'illuminazione in questo Ultimo giorno del Dharma (al posto di Śakyamuni).
A causa di queste similitudini, e per ragioni di spazio, questo articolo si limiterà alla discussione dei come e perché delle dottrine centrali della Nichiren Shōshū: come vede Nichiren e il suo insegnamento, e perché i suoi credenti praticano la Via da lui insegnata.

### Visione della vita e degli insegnamenti di Nichiren
La Nichiren Shōshū sostiene che nel rivelare e propagare i suoi insegnamenti, Nichiren stava realizzando la missione del suo avvento secondo la profezia fatta dal Buddha storico Śākyamuni (Siddhartha Gautama; 563? – 483? p.e.v.). Śākyamuni predisse che il "Vero Buddha"
sarebbe apparso nel "quinto periodo di cinquecento anni dopo la morte di Śakyamuni", agli inizi di un'età malvagia chiamata Mappō, e avrebbe diffuso l'estremo insegnamento buddista (di Honmon, o "vero" insegnamento) per permettere alle persone di quell'epoca di conseguire l'illuminazione, dato che da quel momento in poi i suoi insegnamenti (di Shakumon, o insegnamenti "provvisori") avrebbero perso il loro potere.
In questo modo, la Nichiren Shōshū sostiene che Nichiren sia il Vero Buddha e che il Dharma Mistico (in giapponese: Myōhō; mistico nel senso di profondo, sublime, o impenetrabile), sia l'estremo insegnamento del Vero Buddha. Il fatto che la Nichiren Shōshū riconosca Nichiren come Vero Buddha è la ragione per cui si riferisce a lui come Nichiren Daishōnin (il "Grande Saggio" Nichiren), e non semplicemente come Nichiren Shōnin (il "Saggio" Nichiren), appellativo usato da altre scuole Nichiren, la maggior parte delle quali ritiene che Nichiren sia stato solamente un grande prete o un santo.
La Nichiren Shoshu afferma di essere l'unica a seguire fedelmente da oltre 750 anni l'insegnamento di Nichiren. La correttezza dell'insegnamento di Nichiren, fondatore e maestro della scuola, viene garantita da una continua cura per la purezza dell'insegnamento e la trasmissione diretta da maestro a discepolo, come tramandata per iscritto dallo stesso Nichiren al suo primo successore Nikkō, da questi a Nichimoku, poi a Nichido, Nichigyo e via via fino all'attuale 68° Sommo Patriarca, Nichinyo Shōnin.
Diffusione e sede
La Nichiren Shōshū ha aderenti in tutto il mondo, con le maggiori concentrazioni in Giappone ed Asia sudorientale, America settentrionale, centrale e meridionale, Europa e Africa.
Il Taiseki-ji è la sede dell'amministrazione principale della scuola e base di tutte le sue diramazioni in Giappone e nel resto del mondo. Fondato nell'ottobre del 1290 dal secondo Sommo Patriarca Byakuren Ajari Nikkō, il Taiseki-ji (in italiano: "Tempio della Grande Roccia") deriva il proprio nome dal terreno su cui fu costruito, O-ishigahara (Campo della Grossa Pietra). Tale pietra venne usata dal Patriarca Nikkō come basamento per predicare ai suoi discepoli, e viene tuttora custodita accanto al tempio Honkyobo. Proprietario dell'area era il credente Nanjo Shichirojiro Tokimitsu, che era all'epoca Signore della Provincia di Fuji Ueno.
Nel 1282, la Nichiren Shōshū sostiene che Nikkō ricevette l'intera Eredità del Dharma da Nichiren e venne nominato reverendo capo del Tempio Minobuzan Kuonji dopo la scomparsa di Nichiren. Diversi anni dopo, il signore di Minobu, dove era morto Nichiren, Hagiri Sanenaga cominciò ad attaccare l'attività religiosa di Nikko. Nella primavera del 1290, Nikkō prese perciò la decisione di lasciare il Monte Minobu, portando via tutti i tesori del suo Maestro, incluso il Dai-Gohonzon dell'Alto Sanutario dell'Insegnamento Essenziale del Sutra del Loto e le ceneri del Nichiren. Nikkō Shōnin, secondo la tradizione delle scuole che fanno ad esso riferimento, affidò l'interezza dei suoi insegnamenti (Eredità del Dharma) al terzo Sommo Patriarca Nichimoku Shōnin, e Nichimoku Shōnin fece lo stesso con il quarto Sommo Patriarca Nichidō Shōnin, "come se venisse versata acqua da un recipiente ad un altro, senza perderne nemmeno una goccia". Seguendo questo costume, adesso la Nichiren Shōshū è guidata dal 68° Sommo Patriarca Nichinyo Hayase (1935–). I credenti della Nichiren Shōshū sostengono che egli abbia ricevuto l'"Eredità del Dharma" in una linea di lignaggio diretto che si avvia dalla figura di Nichiren.

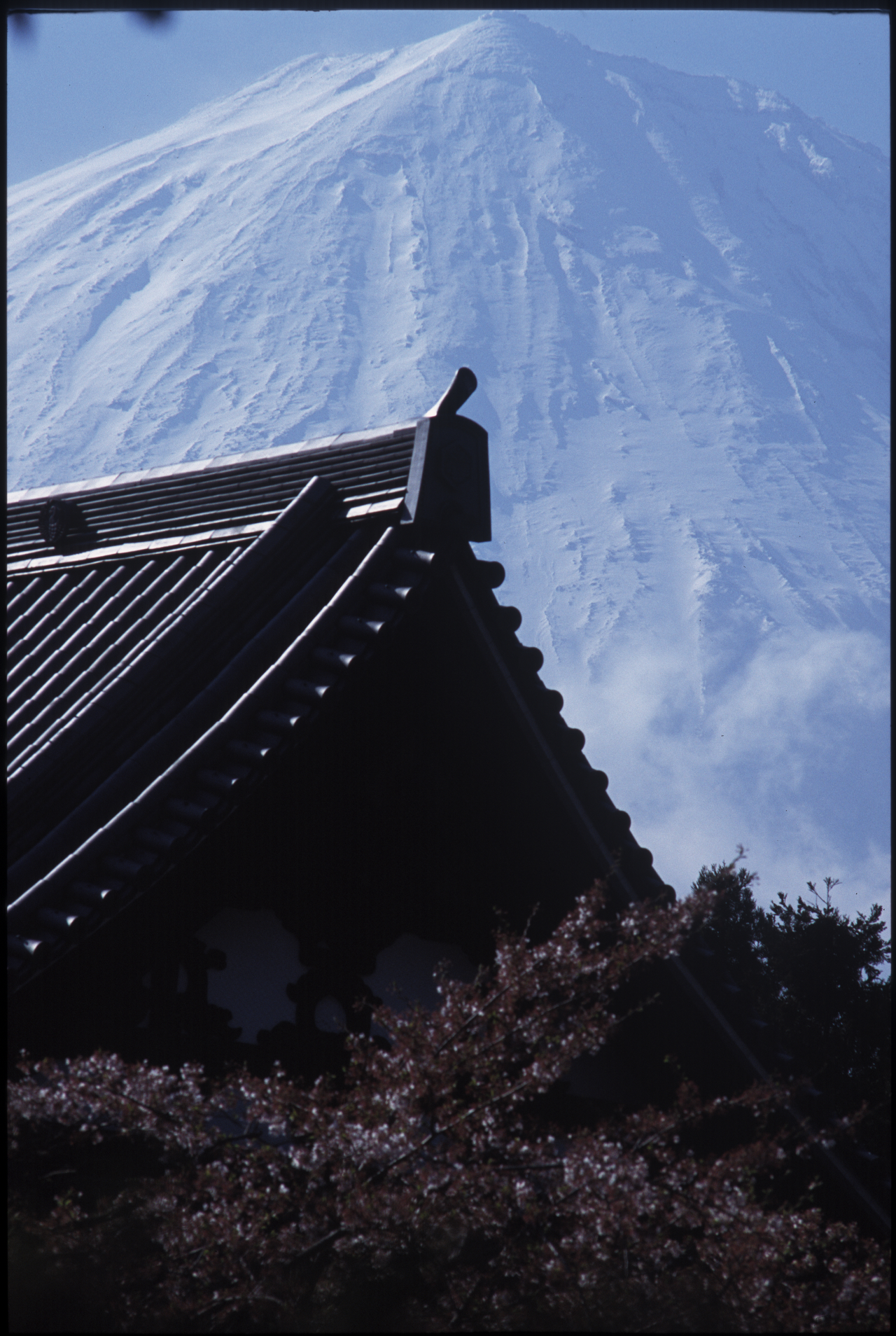
Il Monte Fuji e il Dai-Kyakuden, o Grande Sala del Ricevimento, dove ogni notte dalle 2 alle 4 del mattino viene celebrata la cerimonia di Ushi-Tora Gongyō.
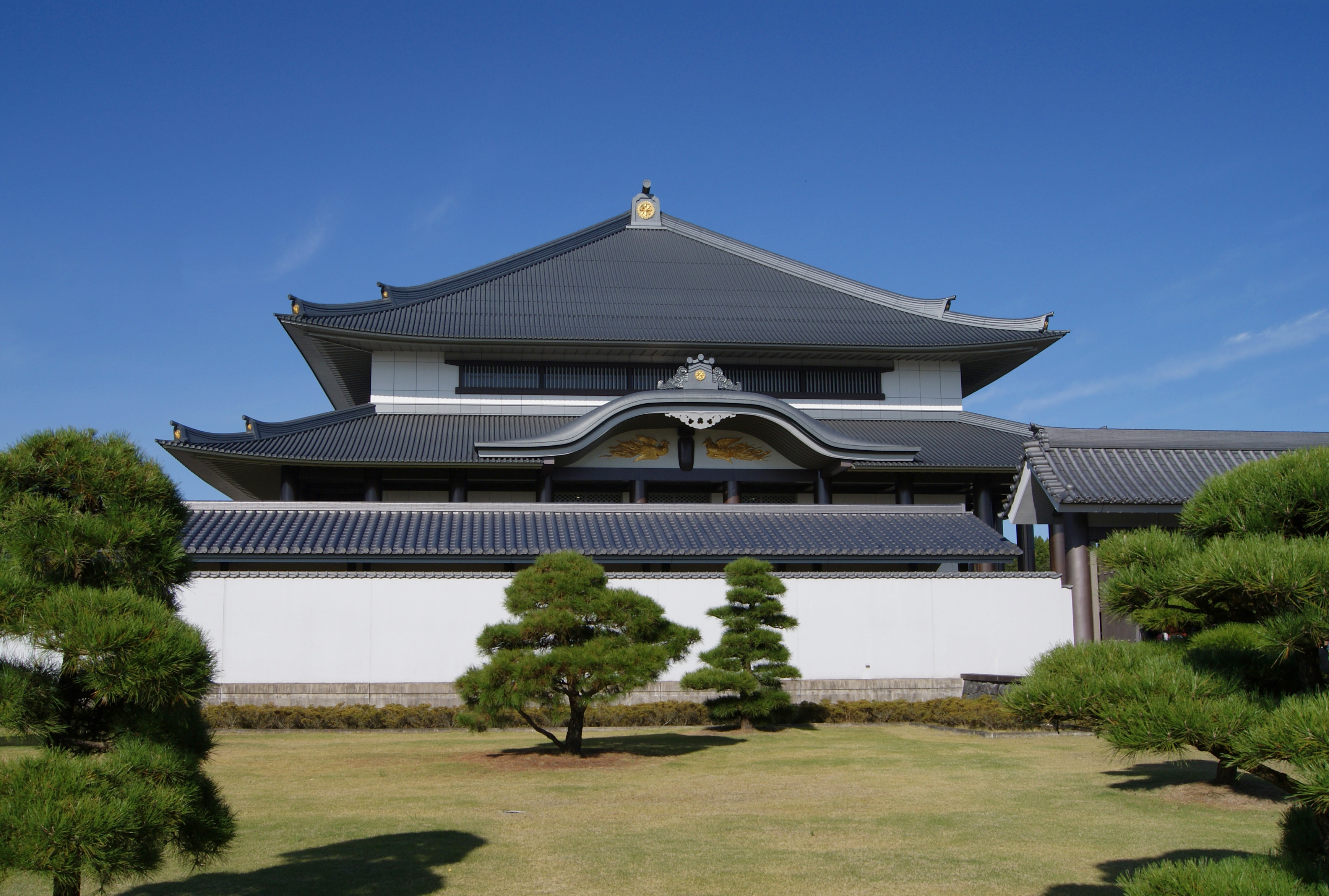
Nel tempio Hoando è custodito il Dai-Gohonzon. Viene visitato nelle cerimonie di Gokaihi, la recitazione davanti all'Oggetto di venerazione fondamentale.
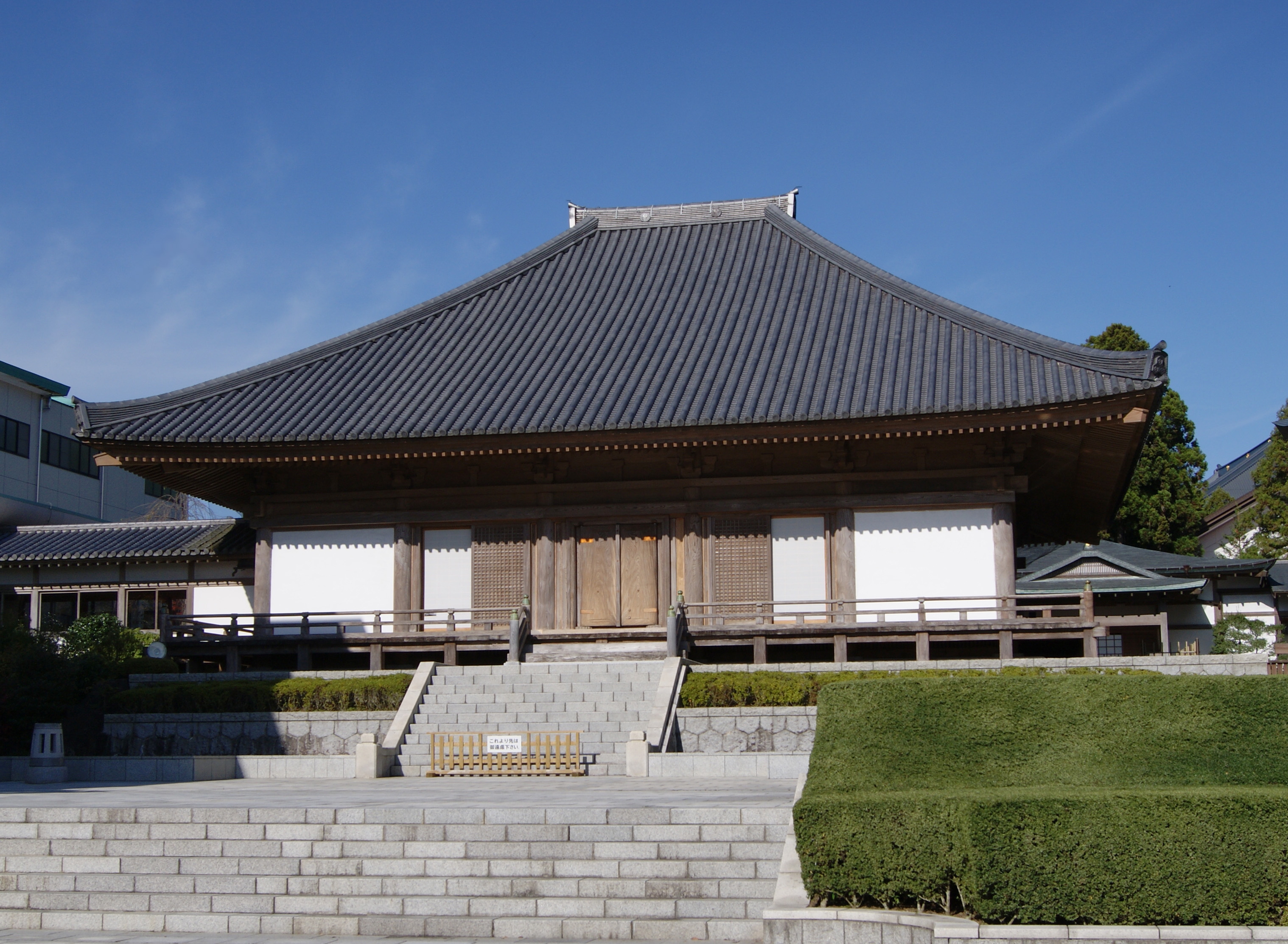
Il Mutsubo è il tempio più antico del Taiseki-ji. Ogni notte dopo l'Ushi-Tora Gongyō vi si esercitano i giovani aspiranti reverendi.
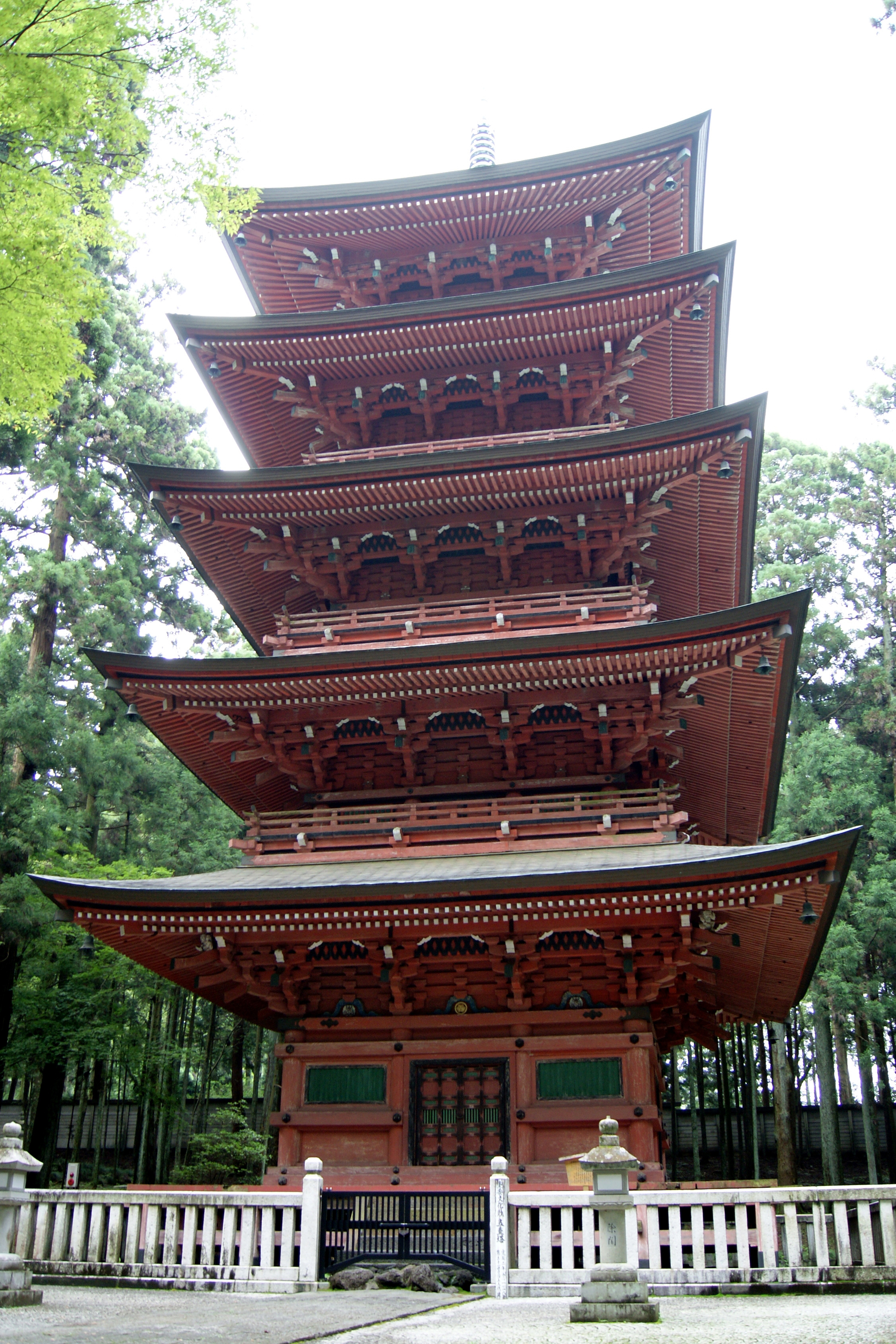
La Pagoda dai cinque piani è uno dei monumenti di importanza nazionale custoditi nel Taiseki-ji. Interamente costruita in legno, si trova immersa nella foresta sul lato nord-orientale del Taiseki-ji.

Nel Taiseki-ji, complesso di uffici, monumenti e templi, di cui alcuni con peculiarità storiche e artistiche di rilievo e molti attualmente in fase di restauro, sono custoditi gli oggetti e gli insegnamenti del fondatore della scuola, Nichiren, considerato dai seguaci di questa scuola buddhista giapponese l'emanazione del Buddha eterno (o Buddha originale), apparso nell'Ultimo giorno del Dharma per salvare tutti gli esseri senzienti dalla sofferenza derivante dalle illusioni. Per questo, la Nichiren Shōshū è solita appellare Nichiren con il suffisso Daishōnin (giap.= 'Grande Saggio'), titolo che non viene riconosciuto dalle altre scuole buddiste.

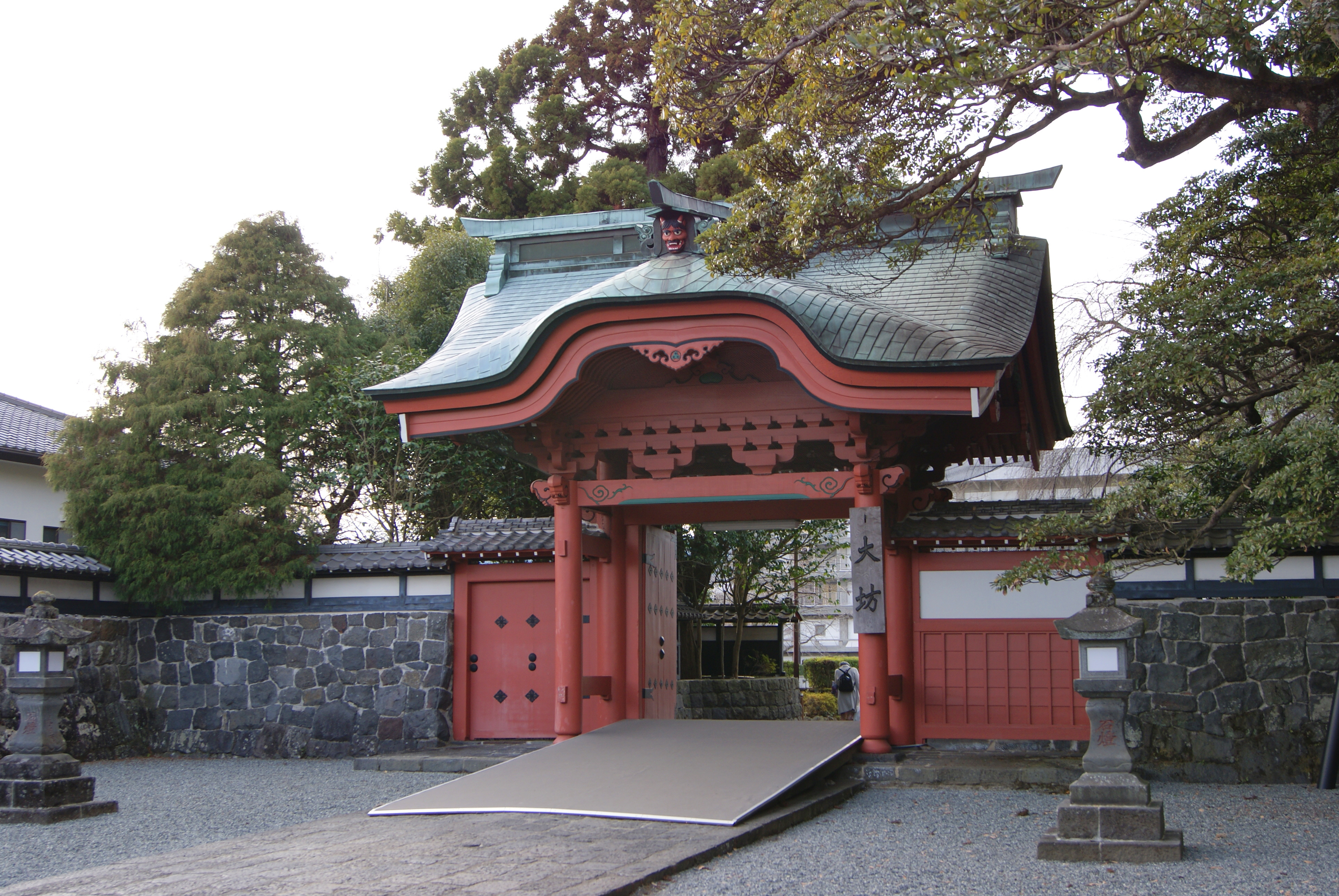
Il cancello del demone (Onimon) si trova accanto alla Sala del Grande Ricevimento, nel cuore del Taiseki-ji.
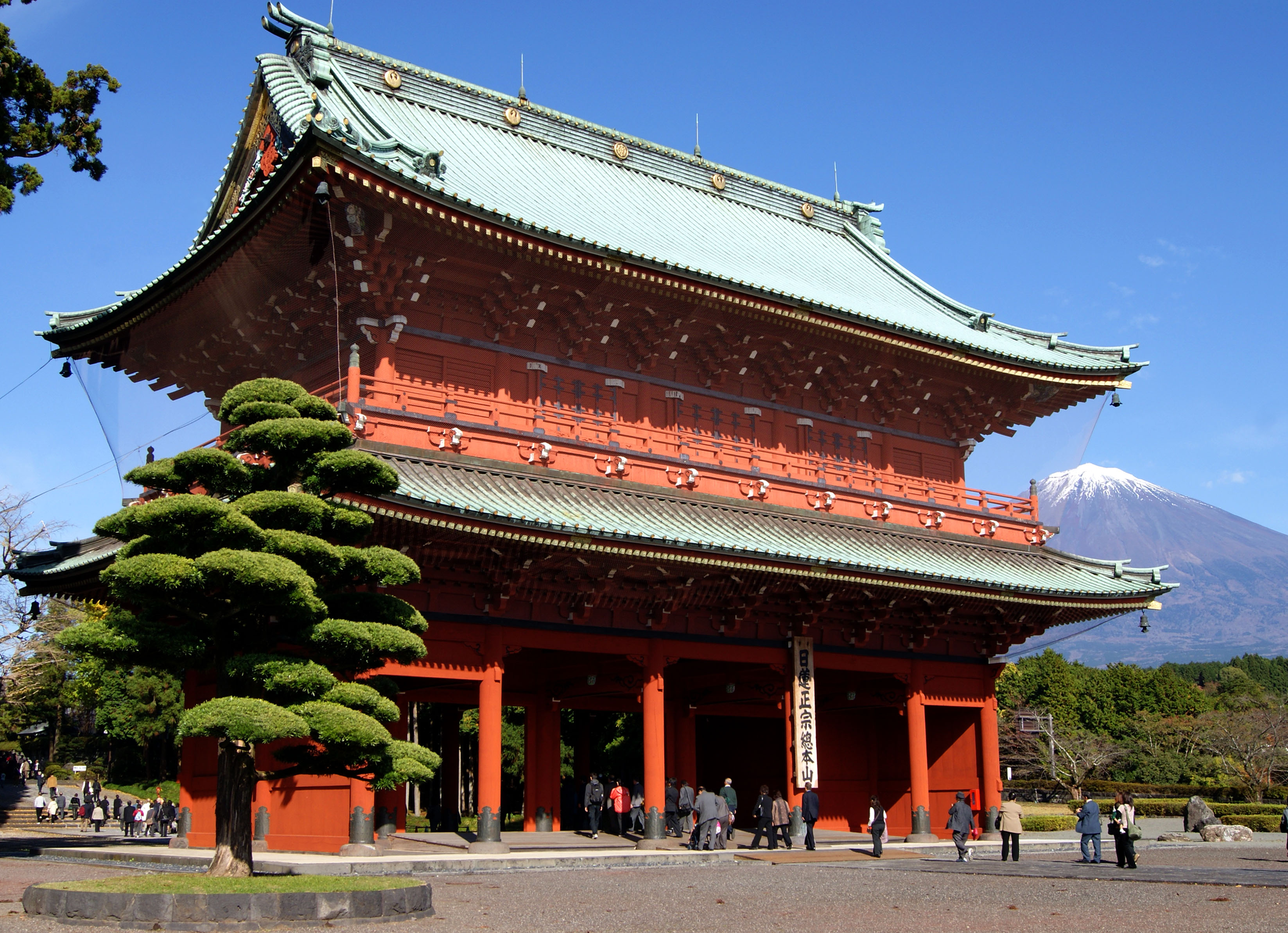
Il Triplice cancello (Sanmon) separa la parte settentrionale del Taiseki-ji da quella meridionale. Ogni porta del Taiseki-ji custodisce un Gohonzon e pertanto viene riverita prima di essere attraversata dai fedeli.
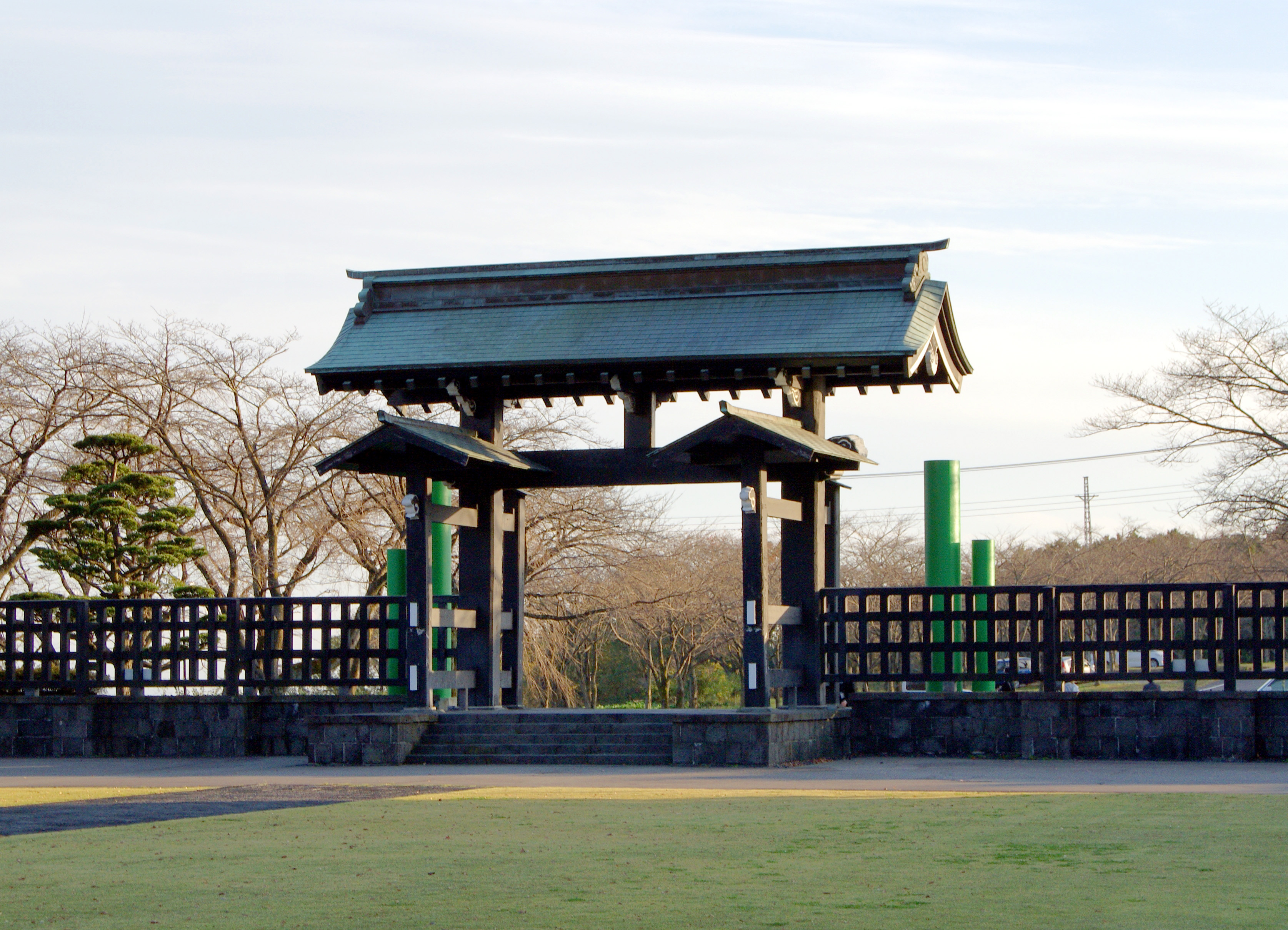
La porta più meridionale del Taiseki-ji, il cancello nero (Kuromon), che delimita i recinti del Tempio Principale in direzione della città di Fujinomiya.
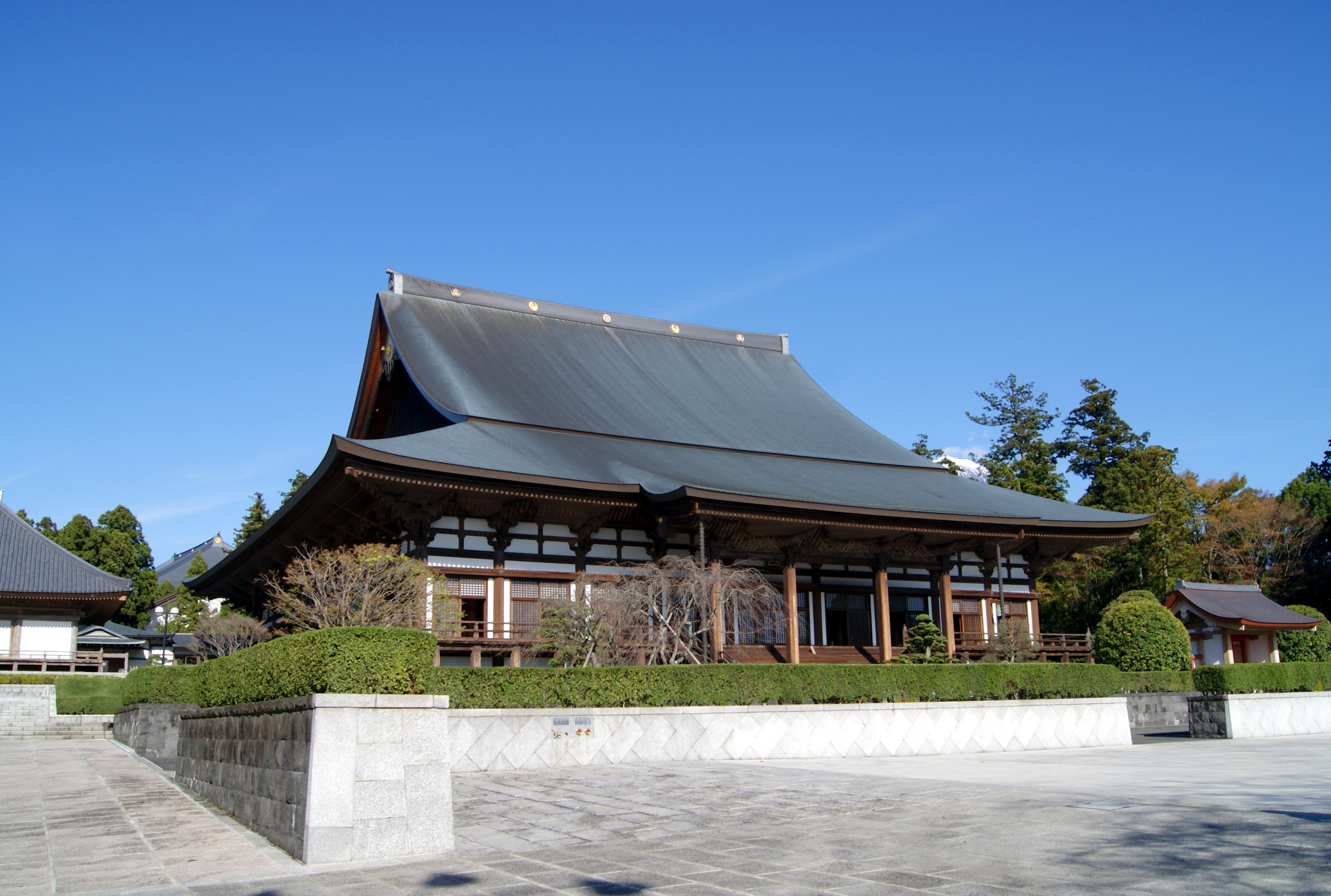
Il Kyakuden, la Sala di Ricevimento, è stato il primo tempio completamente restaurato e riportato alla sua versione tradizionale. Al suo interno, ai lati del Gohonzon, sono custodite le statue che raffigurano a dimensione umana Nichiren e Nikkō Shonin.

Il punto centrale della pratica Buddista nella Nichiren Shōshū è il Dai-Gohonzon
, supremo oggetto di venerazione (honzon) dell'Alto Santuario dell'Insegnamento Essenziale. Tutti gli altri oggetti di venerazione della Nichiren Shōshū, soggetti alla cerimonia detta "dell'apertura degli occhi" prima di essere affidate ai fedeli, sono copiati dal Dai-Gohonzon.
Il Taiseki-ji è spesso oggetto di visita
da parte di pellegrini provenienti da tutto il mondo, che vengono per avere un'occasione di pregare di fronte a questo supremo oggetto di venerazione.
La Nichiren Shōshū ha in Giappone oltre 700 templi locali e sedi simili; al di fuori del Giappone, una dozzina nelle Americhe, e diversi in Europa, Africa e Asia.

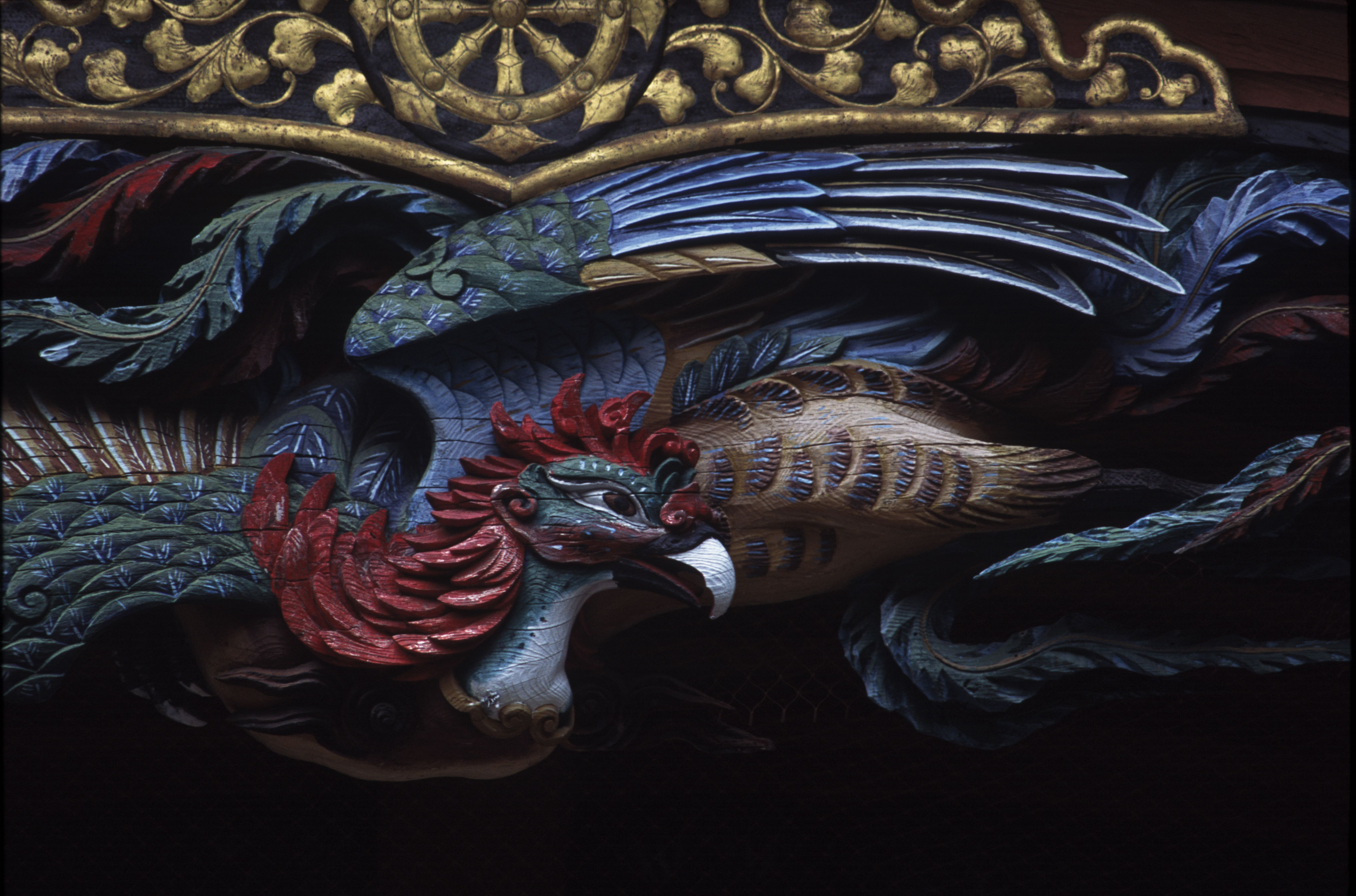
La trabeazione del maestoso Tempio Miei-dō, monumento di importanza nazionale, attualmente in fase di restauro e consolidamento antisismico.
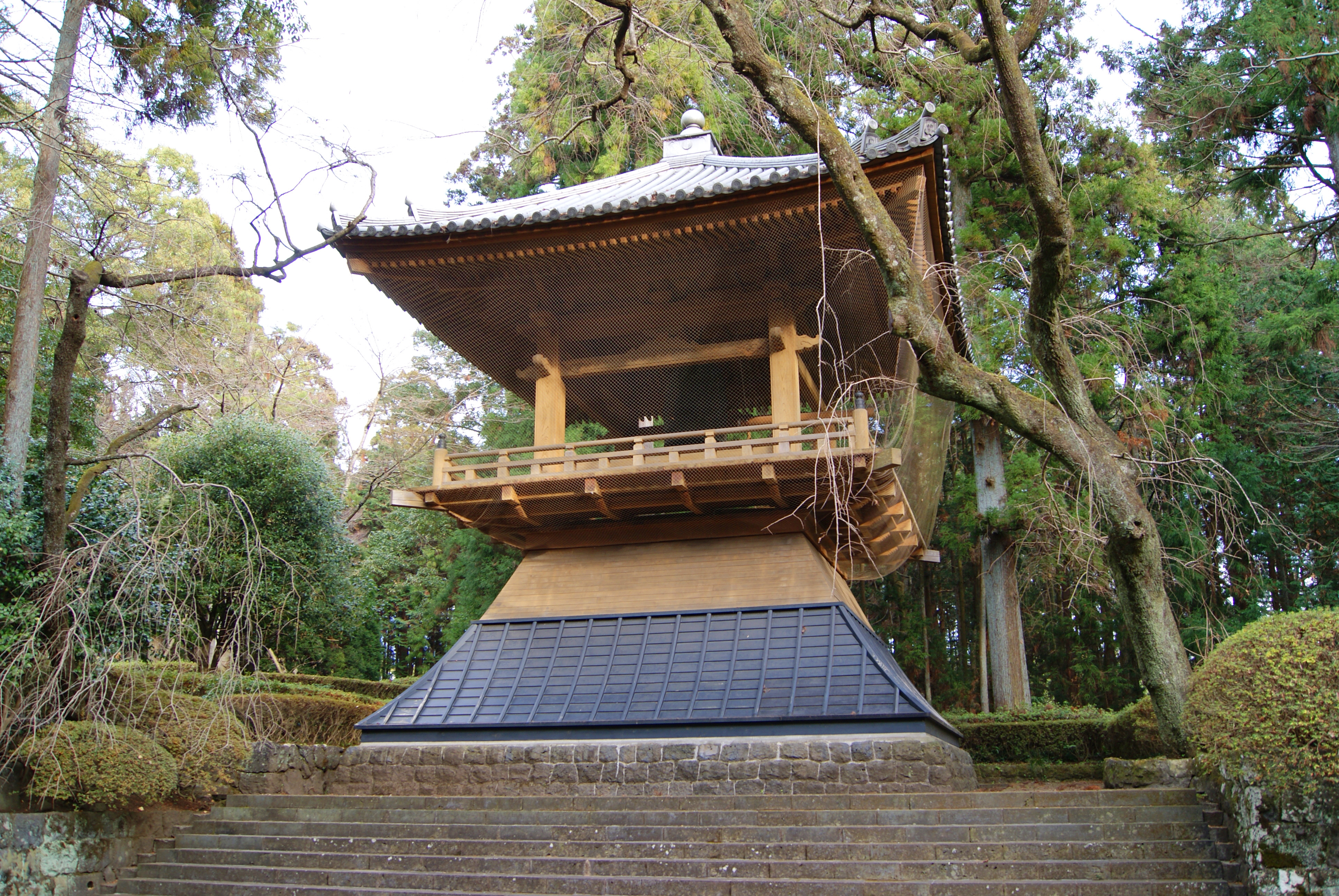
La grande Campana, suonata con un tronco sospeso su funi, che segna la sveglia ogni mattino e le cerimonie più importanti del Tempio Principale.
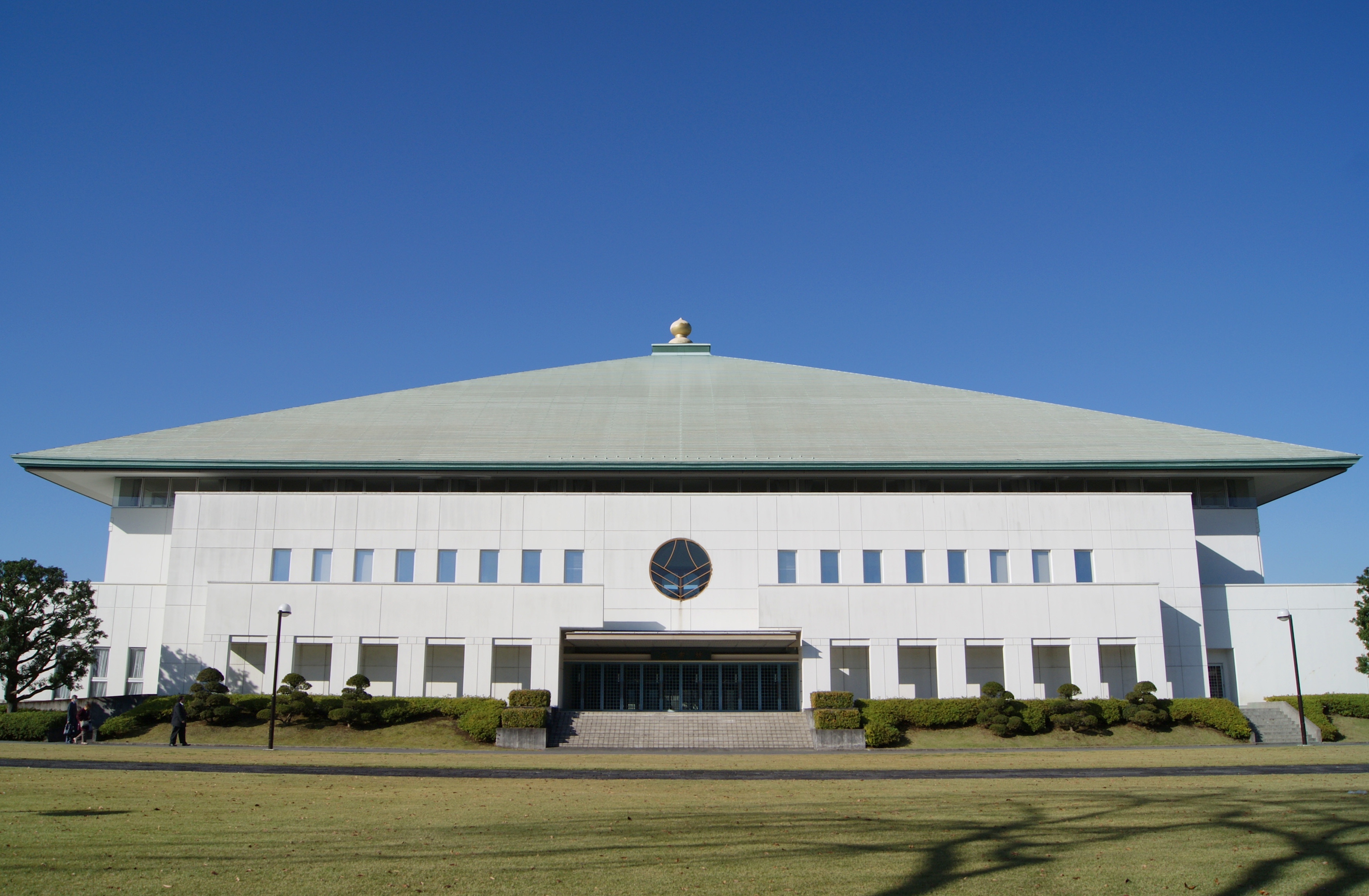
Il Tempio Kōfu-bō, sito nella parte meridionale del Taiseki-ji, ha una sala di grandi dimensioni dove solitamente vengono svolte le riunioni generali dei pellegrinaggi (Tozan) di gruppo.
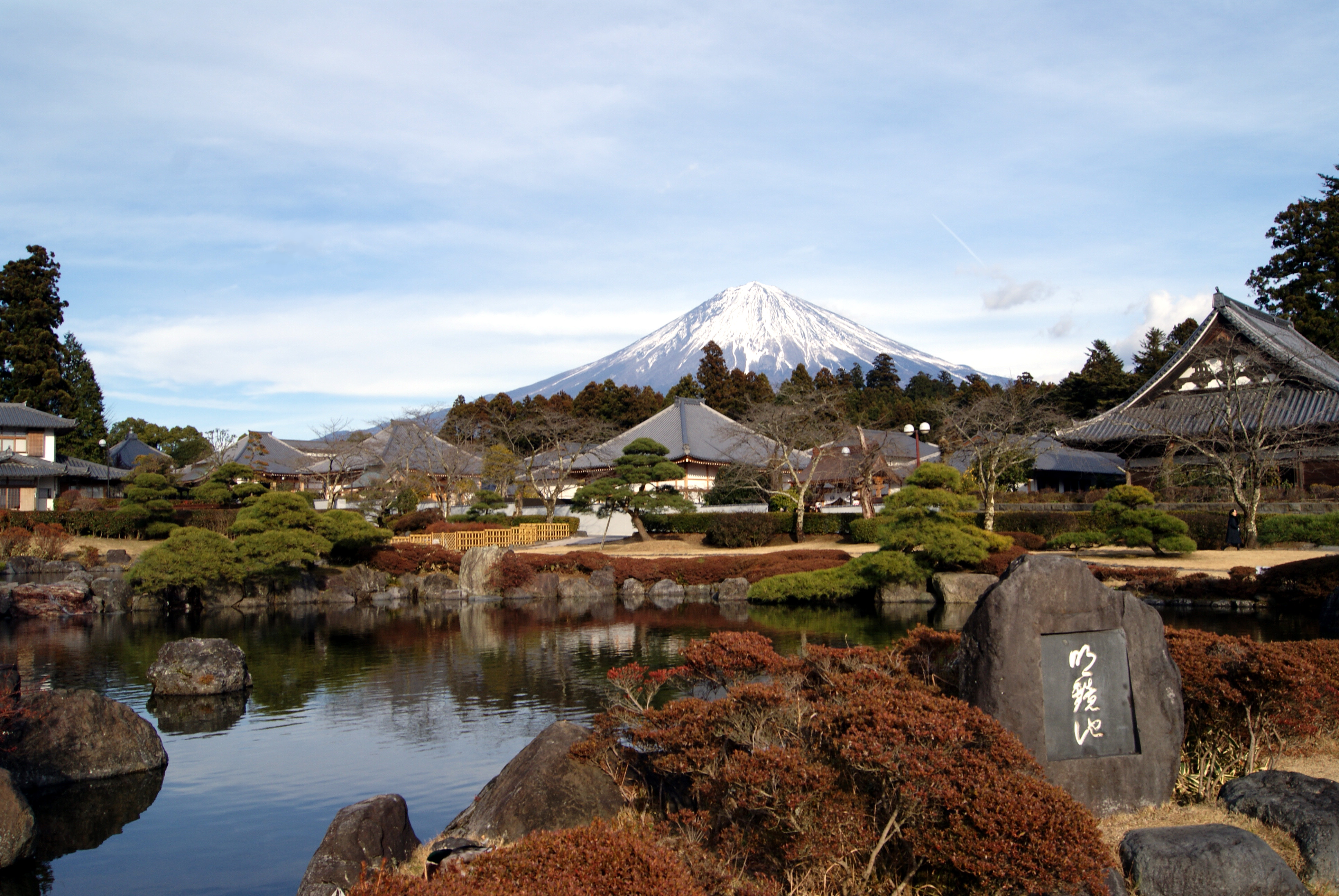
Alcuni scorci del Taiseki-ji mostrano angoli di notevole interesse paesaggistico oltre che spirituale.

Il clero della Nichiren Shōshū (i cui membri sono chiamati in Italia, dai fedeli della Nichiren Shōshū, "reverendi") si distingue da quello della maggior parte delle altre scuole per indossare abiti solo bianchi e grigi, con una "cotta" bianca, sostenendo che questo corrisponda esattamente all'abito indossato dallo stesso Nichiren. Dall'Era Meiji, ai reverendi della Nichiren Shōshū, come ai preti di molte altre scuole buddiste giapponesi, è stato permesso sposarsi.
I credenti laici della Nichiren Shōshū sono organizzati in congregazioni che fanno riferimento ai templi locali, chiamate Hokkekō. Molti svolgono attività al tempio locale, o nelle abitazioni private se non c'è un tempio nelle vicinanze. Le cerimonie sono sempre officiate da un reverendo, benché in loro assenza anche i membri laici possano supplirli nella pratica quotidiana. Nelle loro riunioni, i credenti della Nichiren Shōshū studiano gli insegnamenti di Nichiren, in particolare i suoi scritti chiamati Gosho.
Lo studio religioso è generalmente seguito dai reverendi, con riunioni a cadenza almeno mensile, sebbene nelle diverse congregazioni laiche l'organizzazione sia differente da regione a regione e da tempio a tempio.

### Oggetto di culto
I buddisti della Nichiren Shōshū credono che l'illuminazione personale possa essere raggiunta nella propria forma attuale e nella vita presente (即身成仏 sokushin jōbutsu). Fondamentale nella loro pratica è la corretta recitazione di Nam-Myōhō-Renge-Kyō al corretto oggetto di venerazione, chiamato Gohonzon. 
Nam-Myōhō-Renge-Kyō è chiamato il Daimoku ("Titolo"), dato che esso comprende la parola sanscrita Nam e il titolo in giapponese del Sutra del Loto, Myōhō-Renge-Kyō. Significa, tra le altre cose, "Io mi fondo (o "dedico la mia vita") al Dharma Mistico (Legge Meravigliosa) di Causa ed Effetto tramite il suono".
La pratica del credente (gyōriki: potere della pratica) e la fede (shinriki: potere della fede) sono ritenute dalla Nichiren Shōshū poter richiamare il potere del Buddha (butsuriki) e il potere del Dharma inerenti nel Gohonzon (hōriki), per espiare le cause negative del credente (alcuni le chiamano "karma negativo") e far sorgere la più elevata delle condizioni vitali, un processo chiamato zaishō shōmetsu: "sradicare i peccati e gli impedimenti che ne risultano".

### I tre Grandi Dharma Segreti
Si tratta della base della dottrina di Nichiren. I tre Grandi Dharma Segreti sono:
- Il Vero Oggetto di venerazione dell'Insegnamento Essenziale

Nichiren afferma nella "Trasmissione orale sul conseguimento dell'illuminazione degli esseri insenzienti" (Sōmoku jōbutsu kuketsu):
Egli rivelò la propria realizzazione interiore sotto forma del grande mandala dell'effettivo ichinen sanzen. Inoltre, negli "Insegnamenti trasmessi oralmente" (Ongi kuden) affermò:
In questo passaggio, viene rivelato il principio di Unicità della Persona e del Dharma, che significa che l'entità stessa di Nichiren, considerato dalla Nichiren Shōshū il Vero Buddha dell'infinito passato di kuon-ganjo, sia in realtà il Vero Oggetto di venerazione dell'Insegnamento Essenziale.
- L'Alto Santuario dell'Insegnamento Essenziale

Questo termine sta a significare il luogo dove il Vero Oggetto di venerazione dell'Insegnamento Essenziale viene custodito, e dove le persone prendono fede nel Gohonzon e praticano. Viene suddiviso nell'Alto Santuario Vero e in quello Relativo dell'Insegnamento Essenziale.
Il Vero Alto Santuario dell'Insegnamento Essenziale rappresenta il posto dove viene custodito il Dai-Gohonzon dell'Alto Santuario dell'Insegnamento Essenziale, che secondo la Nichiren Shōshū consiste nell'estremo scopo dell'avvento di Nichiren. Attualmente esso corrisponde al Tempio Hoando, che si trova nell'area settentrionale del Tempio Principale Taisekiji.
L'Alto Santuario Relativo dell'Insegnamento Essenziale si riferisce al luogo dove viene tenuto e custodito il Gohonzon affidato a ciascun tempio locale e a ciascun credente. Viene chiamato Alto Santuario Relativo perché questi Gohonzon ricevono l'Eredità del Dharma dal Vero Alto Santuario.
- Il Daimoku dell'Insegnamento Essenziale

Significa recitare con fede Nam-Myōhō-Renge-Kyō al Vero Oggetto di venerazione dell'Insegnamento Essenziale. Il Daimoku dell'Insegnamento Essenziale è composto del Daimoku della Fede e del Daimoku della Pratica. Il Daimoku della Fede significa credere nel Dai-Gohonzon dell'Alto Santuario dell'Insegnamento Essenziale come alla singola e assoluta entità del Dharma.
Il Daimoku della Pratica significa recitare con sincerità il Daimoku con questa forte fede. Quindi, il Daimoku dell'Insegnamento Essenziale deve includere sia la fede sia la pratica.
Nel suo Gosho "Sui tre Grandi Dharma Segreti" (Sandai hihō-shō), Nichiren affermò che, durante le epoche del Primo e del Medio Giorno del Dharma, il Daimoku era il "Daimoku della pratica teorica". Lo scopo di questa pratica era di osservare la propria mente e il Dharma solo per il bene della propria realizzazione della Buddhità. D'altra parte, il Daimoku che Nichiren insegnò nell'Ultimo Giorno del Dharma è secondo la Nichiren Shōshū il "Daimoku della vera pratica". Egli spiegò che questo doveva essere il Daimoku da recitare per se stessi e insegnare agli altri, con il principale obiettivo di fare shakubuku a tutta l'umanità.
Nel Gosho "Il significato nascosto nelle profondità" (Montei hichin-shō), il 26° Sommo Patriarca Nichikan Shōnin spiegò che ciascuna dei tre Grandi Dharma Segreti ha due aspetti. Il Vero Oggetto di venerazione dell'Insegnamento Essenziale contiene la Persona e il Dharma, l'Alto Santuario dell'Insegnamento Essenziale è diviso in quello Relativo e quello Vero, e infine il Daimoku dell'Insegnamento Essenziale include la fede e la pratica.
Quindi, i tre Grandi Dharma Segreti possono essere espanse nei Sei Grandi Dharma Segreti, che possono essere ulteriormente espanse in quelli che vengono chiamati gli "ottantamila archivi del Dharma", o tutti gli insegnamenti divulgati dal Gautama Buddha nella sua vita. Al contempo, i sei Grandi Dharma Segreti possono essere condensate nell'Unico Dharma Segreto, il Dai-Gohonzon dell'Alto Santuario dell'Insegnamento Essenziale.

### Il Dai-Gohonzon
L'oggetto di venerazione fondamentale della Nichiren Shōshū (lo honzon; notare che qualcuno fa riferimento ad esso come ad un oggetto di culto) è chiamato il Dai-Gohonzon ("grande" o "supremo" oggetto di venerazione). Il Dai-Gohonzon è essenzialmente un maṇḍala iscritto da Nichiren in cinese e sanscrito il 12 ottobre 1279.
La parte centrale dell'iscrizione è la più importante, dove si legge "Namu-Myōhō-Renge-Kyō Nichiren". Ciò significa che il Dharma di Nam-Myōhō-Renge-Kyō e il Buddha che l'ha proclamato (Nichiren) sono una cosa sola; cioè, due aspetti di una singola entità (ninpō ikka: "unicità della persona e del Dharma"). Quindi, il Dai-Gohonzon viene riverito come la stessa entità di Nichiren e la sua illuminazione, e ogni tempio e casa della Nichiren Shōshū ne possiede una trascrizione.
Il Dai-Gohonzon è attualmente custodito nel tempio Hoando, un Santuario (kaidan) al Taiseki-ji. Il santuario è il posto dove è custodito un Gohonzon e può indicare anche il luogo dove si svolgono le cerimonie di culto.
Il Dai-Gohonzon, il suo santuario e il Dharma di Nam-Myōhō-Renge-Kyō sono chiamati collettivamente San Dai Hihō (Tre Grandi Dharma Segreti, o Nascosti) poiché la loro esistenza si suppone sia stata "nascosta" tra le linee del Sutra del Loto di Sakyamuni e quindi rimasti segreti finché Nichiren le rivelò. Essi sono chiamati Honmon no Honzon, Honmon no Kaidan e Honmon no Daimoku, dove Honmon può essere inteso significare "dell'estremo, o 'Vero', Insegnamento"; si riuniscono nel Dai-Gohonzon, che viene chiamato Honmon Kaidan no Dai-Gohonzon ("il Grande Oggetto di Venerazione dell'Alto Santuario del Vero Insegnamento"). Il Dai-Gohonzon, così, viene riverito come l'estremo oggetto di venerazione (estremo perché, come nient'altro, è ritenuto dalla Nichiren Shōshū aprire in quest'epoca la possibilità a tutte le persone, e permettere a tutti coloro che lo rispettano, di conseguire l'illuminazione, rendendolo il culmine dell'insegnamento di Nichiren (Ichi Dai Hihō: l'unico Grande Dharma Segreto).

#### Trascrizioni del Dai-Gohonzon
Le trascrizioni del Dai-Gohonzon sono chiamate, semplicemente, Gohonzon (Go è un prefisso onorifico che indica rispetto). La maggior parte delle trascrizioni nei templi sono su tavole di legno su cui l'iscrizione è incisa (le tavole sono rivestite di lacca nera urushi e i caratteri dorati), mentre la maggior parte di quelle custodite nelle case sono in forma di rotoli di pergamena. Benché i Gohonzon custoditi nei templi e luoghi simili siano personalmente iscritti dal Sommo Patriarca, quelli nelle case private possono essere o iscritti personalmente o stampati usando blocchi xilografici tradizionali.
I Gohonzon iscritti personalmente sono concessi a credenti di lunga data e in riconoscimento di risultati particolari nella fede e hanno una dedica sul fondo destro indicante il nome del ricevente. Tali Gohonzon, come quelli iscritti da Nichiren prima che iscrivesse il Dai-Gohonzon, sono chiamati ikki ichien e sono specificatamente per la salvezza del ricevente ed i suoi diretti discendenti. I Gohonzon stampati hanno una scritta "copiato da quello", intendendo il Dai-Gohonzon, e la dedica "per il ricevente". 
Indifferentemente dal tipo, tutti i Gohonzon sono stati consacrati da uno dei successivi Sommi Patriarchi della Nichiren Shōshū in una cerimonia condotta nell'Alto Santuario dove è custodito il Dai-Gohonzon, e tutti hanno lo stesso potere sempre che si creda nei Tre Tesori definiti dalla Nichiren Shōshū. Un reverendo della Nichiren Shōshū, che agisce come sostituto del Sommo Patriarca, affida i Gohonzon ai nuovi credenti al momento della loro iniziazione (Gojukai) nella fede.
Si afferma che non ci siano due Gohonzon identici, dato che il Gohonzon si dice che sia lo specchio dell'anima di ciascun credente. Così, un Gohonzon personale è custodito nella casa di ciascun credente all'interno di un Butsudan su un altare. Gli ornamenti di tali altari includono generalmente una campana, una candela (o una coppia di candele), un bruciatore d'incenso (con della cenere sul fondo per appoggiarvi i bastoncini di incenso, accesi dal lato sinistro), un recipiente contenente dell'acqua fresca e un'offerta di foglie verdi e di frutta o altro cibo. Durante la cerimonia di Gojukai si riceve il "sigillo di diamante", una volta che si sia fatta promessa solenne di rinunciare agli insegnamenti provvisori, di proteggere, e conservare il Gohonzon per tutta la vita.

### Il Dai-Gohonzon e ulteriori differenze con le altre scuole di Nichiren
Il significato del Dai-Gohonzon nella Nichiren Shōshū è che esso, essendo considerato la Viva essenza del Dharma e del Vero Buddha, ne rappresenti quindi non solo il suo maggior insegnamento, ma lo scopo stesso della venuta di Nichiren. Quest'interpretazione dell'apparizione di Nichiren in questo mondo e il significato dell'insegnamento durato tutta la sua vita sono i fondamentali pilastri del Buddismo della Nichiren Shōshū. Oltre ad essere i punti di svolta che differenziano la Nichiren Shōshū dalle altre scuole Nichiren, questi rappresentano anche il punto di partenza per quasi tutte le altre differenze, inclusa la ragione per cui Nikkō lasciò il Monte Minobu e la ragione per le dispute con le altre scuole di Nichiren sulla legittimità di Nikkō come successore di Nichiren.
Un esempio pratico delle differenze che ne derivano potrebbe essere quello dell'interpretazione dei Tre Tesori, un concetto importante comune a quasi tutte le forme di Buddismo. Chiamati sambō o sampō in giapponese, i Tre Tesori sono: il Buddha (butsu: colui che rivela la Legge), il Dharma (hō: il Dharma o "corpo degli insegnamenti"), e il Clero (sō: il Sangha, colui che riceve dal Buddha, mantiene la purezza e trasmette il Dharma). La Nichiren Shōshū si differenzia dalle altre scuole di Nichiren per ciò che riguarda Nichiren stesso come Tesoro del Buddha, il Dharma di Nam-Myōhō-Renge-Kyō come Tesoro del Dharma e Nikkō, come primus inter pares tra i successivi Sommi Patriarchi, come Tesoro del Clero. Le altre scuole di Nichiren definiscono un altro Buddha (generalmente Śakyamuni come Tesoro del Buddha, e Nichiren come Tesoro del Clero).
La Nichiren Shōshū considera il Dharma di Nam-Myōhō-Renge-Kyō, e per estensione il Dai-Gohonzon (cioè, l'impersonificazione del Dharma) come Tesoro del Dharma, mentre le altre scuole non vanno oltre a definire Nam-Myōhō-Renge-Kyō (cioè, solo l'invocazione) come Tesoro del Dharma.
Un'altra differenza importante sorge da questa: la Nichiren Shōshū permette il culto del solo Dai-Gohonzon (e delle sue trascrizioni) perché la scuola lo vede come l'impersonificazione del Tesoro del Dharma, mentre le altre scuole sono spesso ambivalenti sul proprio oggetto di culto, a volte cambiandolo e anche permettendo il culto di statue o raccolte di statue e facendo omaggio a diverse divinità buddiste e scintoiste.

### Pratica
Al termine della sua formazione religiosa, Nichiren rivelò che il Dharma fondamentale dell'Universo era Myōhō Renge Kyō, il titolo del Sutra del Loto tradotto dal sanscrito in cinese. Allo stesso tempo, egli instaurò l'invocazione del suo Buddismo come Nam-Myōhō-Renge-Kyō.
"Nam" significa devozione; "Myō" significa perfezione, mistico, meraviglioso e oltre ogni concezione; "Hō" il Dharma; "Renge" il fiore di loto; e "Kyō" il sutra o insegnamento.
Recitando Nam-Myōhō-Renge-Kyō, quindi, fondamentalmente si ripete la frase:
Il loto è il più appropriato dei simboli, poiché allo stesso tempo fiorisce e mostra la capsula con i semi, stando così a significare la fusione della causa e dell'effetto, e il conseguimento immediato della Buddhità. Inoltre, dato che cresce nell'acqua fangosa, viene considerato anche una metafora del conseguimento dell'illuminazione mentre si è immersi nella realtà dell'esistenza.
In seguito, Nichiren iscrisse il Dai-Gohonzon per dare ai propri discepoli e a tutta l'umanità un oggetto di venerazione da mantenere e custodire come la propria vita. Il Dai-Gohonzon è riverito come l'entità del Dharma, che è l'eterna fusione di 'Myōhō Renge Kyō' e della vita di Nichiren.
Incisa con caratteri cinesi ben marcati si trova, al centro del Dai-Gohonzon, la frase "Nam Myōhō Renge Kyō Nichiren". Sullo sfondo, anch'essi in caratteri cinesi, si trovano i nomi dei Buddha Sakyamuni e Taho, molti altri Buddha e bodhisattva, i grandi maestri T'ien T'ai, Dengyo, coloro che rappresentano le condizioni vitali dalle più malvagie alle più compassionevoli, e altri. Lungo i bordi ci sono i nomi delle divinità protettive, che hanno fatto voto di proteggere coloro che propagheranno il Sutra del Loto nell'Ultimo giorno del Dharma.
Nel trattato intitolato "Il Vero oggetto di venerazione", il Dai-Gohonzon viene così descritto:
I praticanti della Nichiren Shoshu recitano Nam-Myōhō-Renge-Kyō al Gohonzon, riproduzione del Dai-Gohonzon a cui viene infusa la spiritualità della vita stessa del Buddha, e che viene custodito nelle loro case. Ciò viene fatto tutti i giorni almeno due volte al giorno in una cerimonia chiamata Gongyō che prevede la recitazione delle sezioni centrali del secondo e sedicesimo capitolo del Sutra del Loto, assieme alla recitazione di Nam-Myōhō-Renge-Kyō.
Malgrado i pensieri e i ricordi tendano ad offuscare la natura di Buddha mentre si celebra il Gongyō, ciò nonostante concentrandosi sul Gohonzon e recitando con sincerità Nam Myōhō Renge Kyō, i praticanti fondono la propria Buddhità innata con la condizione vitale del Buddha originale. In tal modo e in quel momento, i seguaci di Nichiren conseguono l'illuminazione nella propria forma presente e nell'esistenza attuale, senza dover superare vite precedenti di pratica.
L'esperienza dell'illuminazione cui si fa riferimento qui, tuttavia, non è quella profonda realizzazione che venne attribuita al Buddha Śākyamuni vicino alla città di Gaya. Piuttosto, con l'aiuto di una pratica consistente basata su una sincera comprensione della fede, si dovrebbe riuscire a vedere un forte miglioramento nella propria vita dovuto all'abbracciare una forza che offre: 1) protezione da danni improvvisi, 2) soluzione eventuale a ogni forma di sofferenza, 3) miglioramento graduale dell'ambiente circostante, e 4) crescente senso di compassione per il profondo benessere degli altri. Si dovrebbero anche considerare gli effetti di questa pratica nel contesto più profondo del miglioramento delle proprie condizioni tramite il ciclo eterno di nascita, invecchiamento, malattia e morte.
La pratica quotidiana dei credenti della Nichiren Shōshū consiste quindi nell'affermare e rinnovare la propria fede svolgendo due volte al giorno la "pratica quotidiana (Gongyō), al mattino e alla sera. Gongyō è un servizio cerimoniale, la liturgia della Nichiren Shōshū, che prevede di recitare le parti del Sutra del Loto che Nichiren ha istruito i propri discepoli come essere le più elevate e l'insegnamento più profondo del Buddha Śākyamuni, ed eseguono inoltre la recitazione del Nam-Myōhō-Renge-Kyō (detta Shodai) al Gohonzon, cercando di concentrarsi sul carattere cinese Myō ("gioiello", che simboleggia il Dharma) al suo centro.
Il Gongyō mattina consiste di una serie di cinque recitazioni del Sutra ciascuna seguita da una preghiera prescritta, recitata silenziosamente, mentre il Gongyō sera prevede solo tre recitazioni del Sutra e della seconda, terza e quinta preghiera silenziosa. Tale pratica, in particolare se condivisa con gli altri, è considerata dalla Nichiren Shōshū la "Vera Causa" per conseguire la condizione tranquilla di vita illuminata, che permette ai credenti di sperimentare e di gioire di vite complete e realizzate, in grado di affrontare le difficoltà e le sfide della vita quotidiana.
La logica dietro tutto ciò sta nel fatto che attraverso i pensieri, le parole e le azioni, ogni essere vivente crea delle cause, e a ogni causa seguirà un effetto. Le buone cause producono effetti positivi, le cause cattive degli effetti negativi (vedi karma). Questa legge di causalità è il principio universale che sottostà a tutti i fenomeni, visibili e invisibili, e a tutti gli eventi nella vita quotidiana.
I credenti della Nichiren Shōshū si sforzano di elevare la propria condizione vitale agendo in accordo con questa Legge nelle loro vite giorno per giorno e condividendo la loro fede con gli altri, insegnando loro la maniera per superare le difficoltà e realizzando le proprie vite al massimo. Ciò, credendo profondamente che la causa estrema per fare dei cambiamenti nella propria vita e nella propria società, e conseguire l'illuminazione nella propria forma attuale e in questa vita, sia proprio la pratica Buddista corretta insegnata da Nichiren.
La Nichiren Shōshū è storicamente stata rappresentata da organizzazioni laiche che hanno lavorato in unione con il clero per la propagazione del Buddismo della Nichiren Shōshū.
L'Hokkekō è la più grande associazione laica, che riunisce tutti i credenti laici della Nichiren Shōshū, associati ai rispettivi templi.

### In inglese
- Richard Causton: Nichiren Shoshu Buddhism, Rider & Co, London 1988. ISBN 0-7126-2269-1
- The Doctrines and Practice of Nichiren Shoshu, Nichiren Shōshū Overseas Bureau, 2002. Disponibile anche online
- Introduction to True Buddhism, Nichiren Shoshu Temple, Myohoji 1999
- Basic Terminology of Nichiren Shoshu, Nichiren Shōshū, Publication Department of the Commemorative Committee for the 750th Anniversary of Revealing the Truth and Upholding Justice throughout the Submission of the Rissho ankoku-ron, 2009. ISBN978-4-904429-28-0.
- Maka Shikan: Great Concentration and Insight, pubblicato nel Kundoku Maka shikan guketsu ehon, Vol. 1-3, ed. Abe Nikken Shōnin, 67° High Priest of Nichiren Shoshu, 2000.
- The Major Writings of Nichiren Daishonin, Edito e tradotto dal Gosho Translation Committee (Tokyo, Japan: Nichiren Shoshu International Center). Sette Volumi; 1979-1994.

### In giapponese
- Nichiren Shōshū Yōgi (日蓮正宗要義: "The essential tenets of Nichiren Shoshu"), Taiseki-ji, Giappone, 1978, rev. ed. 1999.
- Nichiren Shōshū Nyūmon (日蓮正宗入門: "Introduction to Nichiren Shoshu"), Taiseki-ji, Giappone, 2002.
- Dai-Nichiren (大日蓮), rivista mensile pubblicata dalla Nichiren Shōshū. Fujinomiya, Shizuoka, Giappone (numerosi numeri).
- Dai-Byakuhō (大白法), Il giornale dell'Hokkekō. Tokyo, Giappone (numerosi numeri).